# Michele Cipolla
Michele Cipolla, né à Palerme le 28 octobre 1880 et mort dans cette même ville le 7 septembre 1947, est un mathématicien italien.

## Biographie
Après des études à l'École normale supérieure de Pise, il est diplômé de l'université de Palerme en 1902 et se consacre à l'enseignement au collège de Corleone et au lycée de Potenza. À partir de 1911, il donne des cours d'analyse algébrique à l'université de Catane, qu'il quitte en 1923 pour Palerme où il demeurera jusqu'à sa mort.
Cipolla apporte d'importantes contributions à la théorie des nombres (domaine dont il est l'un des rares spécialistes italiens, ayant été encouragé à poursuivre dans cette voie par son ami Giovanni Sansone), à celle des groupes finis, à la logique mathématique, à la critique des fondements et à l'histoire et à la didactique des mathématiques. Ses publications comprennent une centaine d'ouvrages, une dizaine de traités universitaires et des textes destinés à l'enseignement secondaire rédigés en collaboration avec Vincenzo Amato (it).
Nommé docteur honoris causa de l'université de Sofia, il entre aussi peu avant sa mort à l'Académie des Lyncéens.